# Villejust
Villejust là một xã ở tỉnh Essonne thuộc vùng Île-de-France miền bắc nước Pháp.
Theo điều tra dân số năm 1999, dân số xã này là 1.655 người. Ước tính dân số năm 2005 là 2.038.
Danh xưng cư dân địa phương Villejust trong tiếng Pháp là Villejustiens.